# Selaginella anceps
Selaginella anceps är en mosslummerväxtart som först beskrevs av Karel Presl, och fick sitt nu gällande namn av Karel Presl. Selaginella anceps ingår i släktet mosslumrar, och familjen mosslummerväxter. Inga underarter finns listade i Catalogue of Life.